# Iglesia de San Austremonio de Issoire
La iglesia abacial [de] san Austremonio de Issoire (en francés: abbatiale Saint-Austremoine) es una iglesia medieval francesa de estilo románico auvernés situada en Issoire en el departamento de Puy-de-Dôme, en la región de Auvernia-Ródano-Alpes.  
Es una de las cinco iglesias románicas de Auvernia llamadas «mayores» (majeures), con la basílica Notre-Dame-du-Port de Clermont-Ferrand, la basílica de Nuestra Señora de Orcival, la iglesia de Saint-Nectaire y la iglesia de Notre-Dame de Saint-Saturnin.
Fue objeto de una clasificación al título de monumento histórico de Francia, parte de la primera lista de monumentos históricos del país, la lista de monumentos históricos de 1840, que contaba con 1034 monumentos.  

## Historia
La abacial de Saint-Austremoine es la iglesia de una antigua abadía benedictina construida durante el primer tercio del siglo XII, más específicamente hacia 1130, lo que la hace la segunda iglesia más antigua de las cinco iglesias mayores de la Baja Auvernia.
Esta dedicada a Austremonio de Clermont o Stremonius, primer obispo de Clermont-Ferrand y evangelizador de Auvernia al final del siglo III. Las restauraciones del siglo XIX han recuperado la policromía del interior de la iglesia (entre 1857 y 1859).

## Arquitectura
La arquitectura es de estilo románico auvernés.

### Estructura de la cabecera
La abacial de San Austremonio, construida en arcosa (una suerte de gres), presenta una destacada cabecera románica auvernesa constituida por una escalonamiento de volúmenes de altura creciente:
- dos absidiolos adosados a los brazos del transepto;
- cuatro capillas radiantes;
- la capilla axial rectangular;
- el deambulatorio;
- el coro;
- los brazos del transepto;
- el «macizo barlong»;
- el campanario octogonal.

De las cinco iglesias románicas auvernesas «mayores», la abacial de Saint-Austremoine es la que tiene la cabecera más imponente, ya que es la única que tiene una capilla axial rectangular además de las capillas radiantes.
La silueta característica y el impulso vertical de las cabeceras de Auvernia se deben al «macizo barlongo», este paralelepípedo alargado transversalmente que supera el crucero del transepto y está coronado por el campanario. El aumento gradual de los volúmenes se acentúa aún más por los dos techos inclinados del "macizo barlongo" que enmarcan el nacimiento de la torre del campanario.

Vistas exteriores
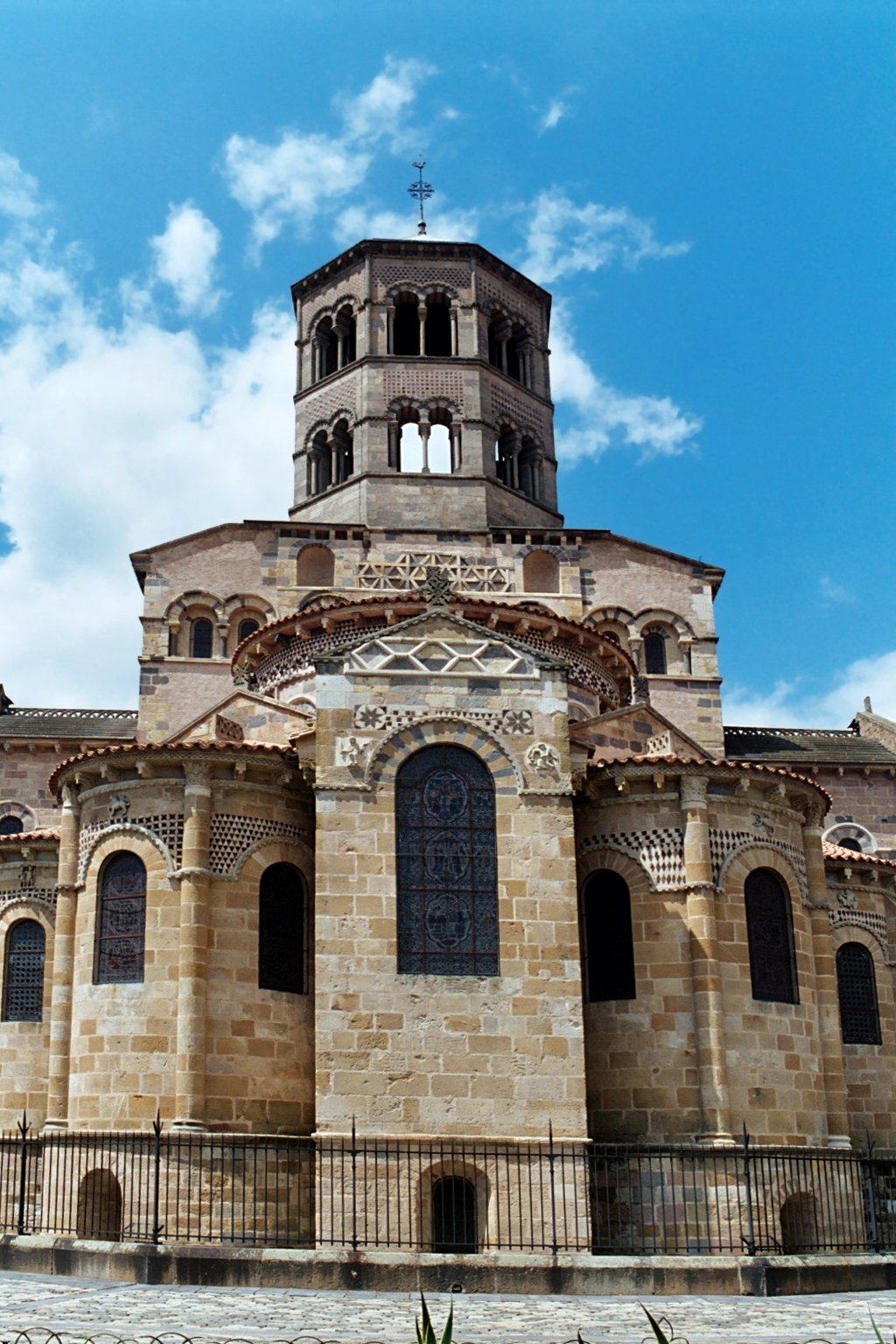
La capilla axial, el macizo barlongo y el campanario
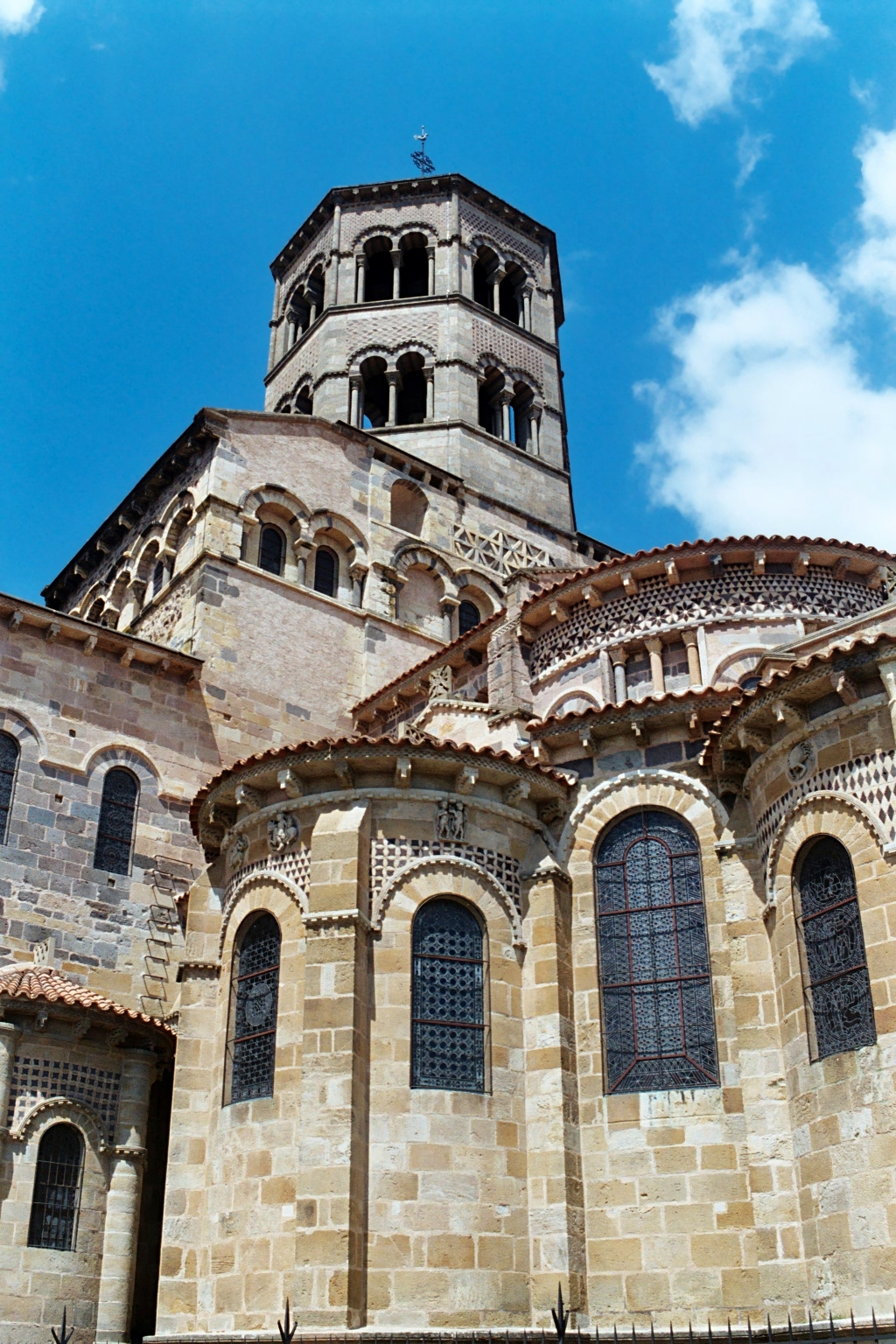
La cabecera, el macizo barlongo y el campanario
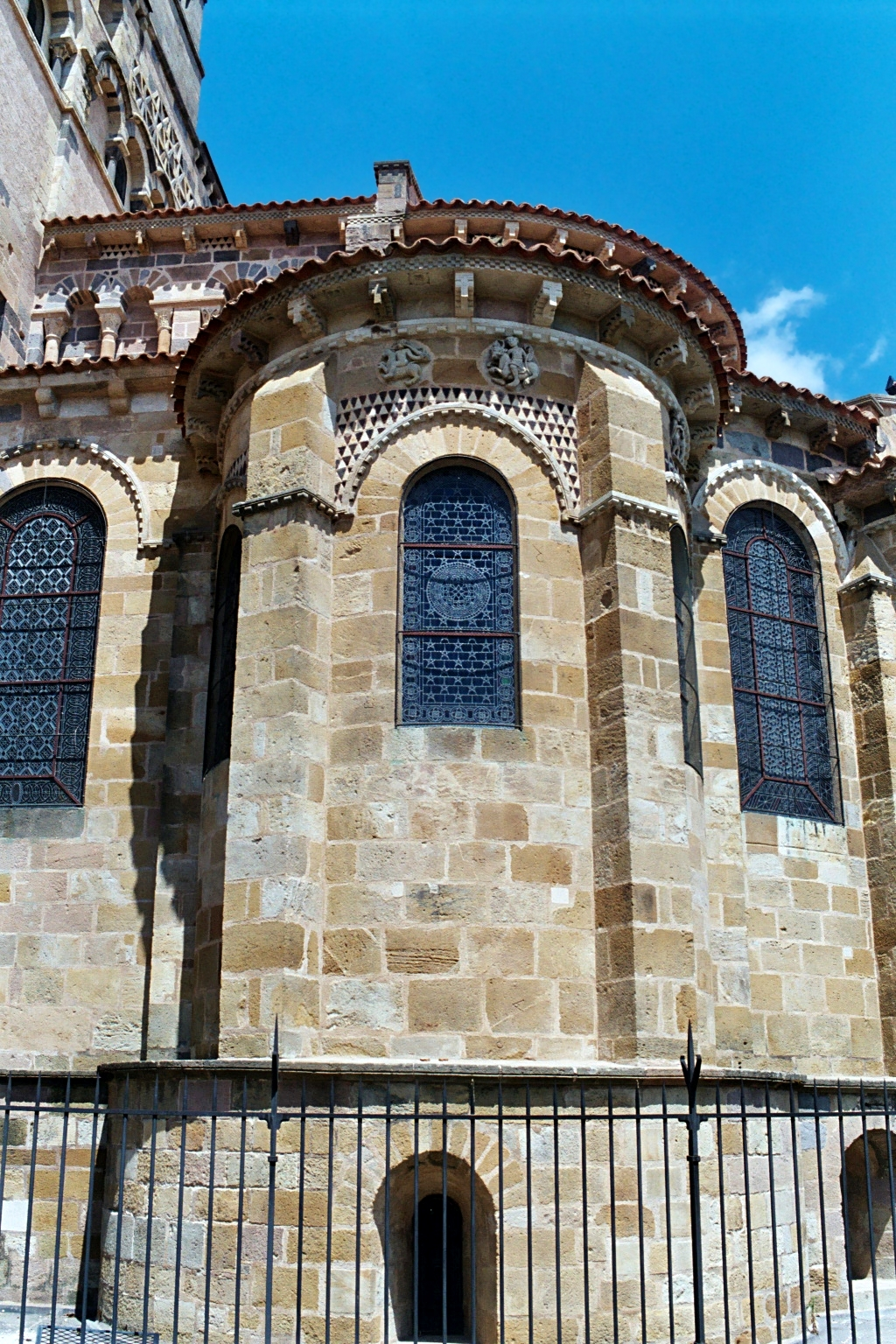
Capilla  radiante

### Decoración exterior

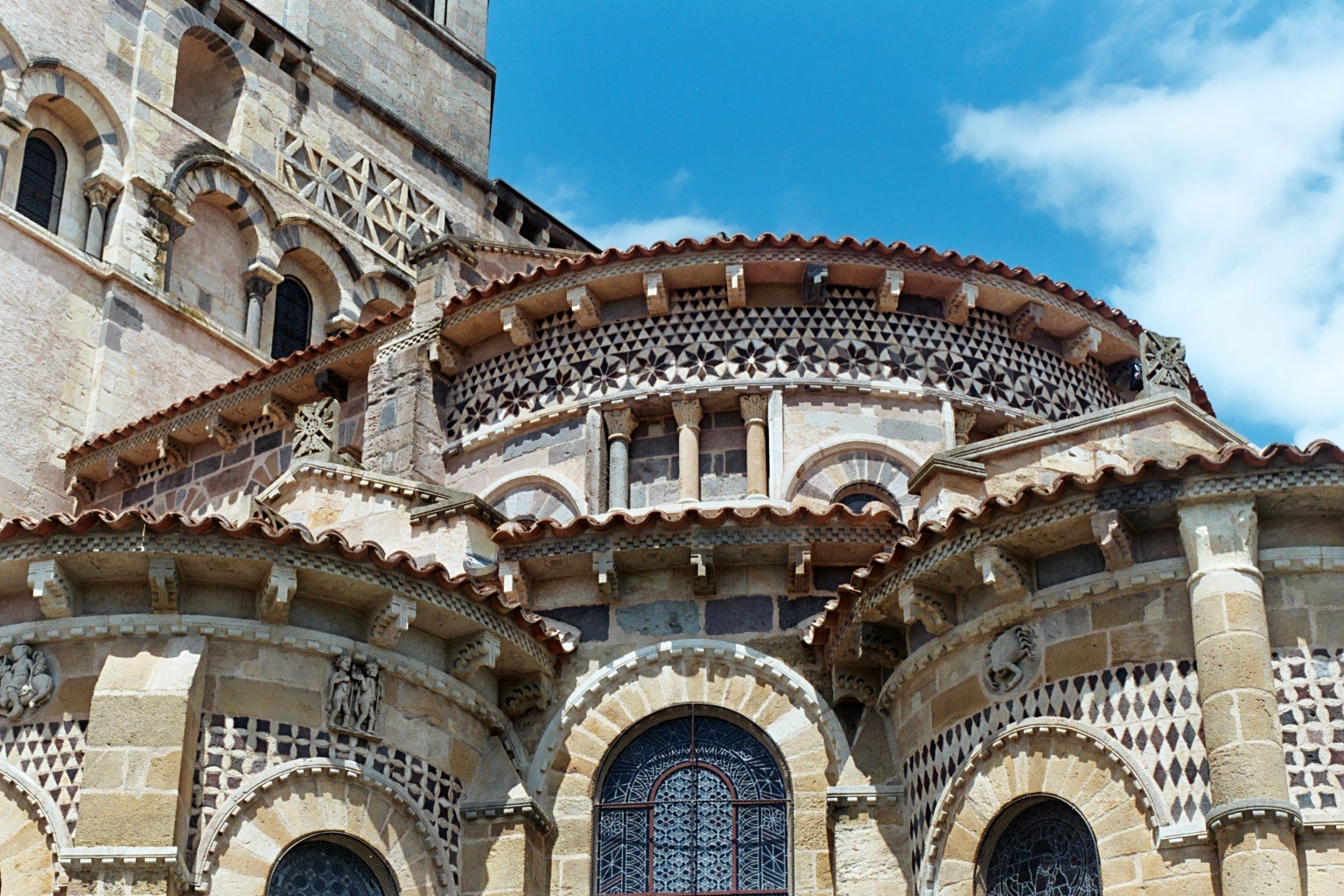
La decoración de la cabecera

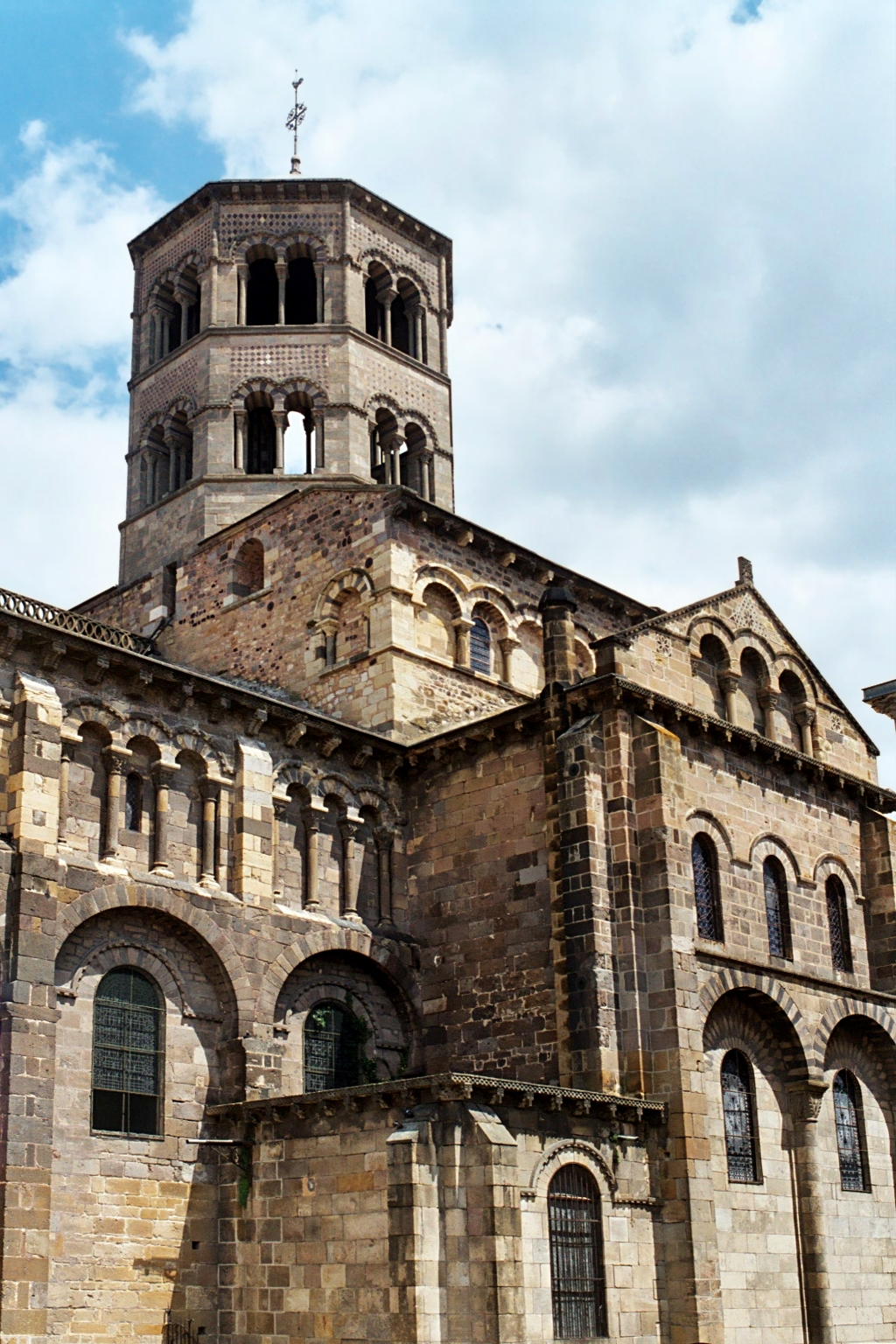
Fachada meridional ycampanario

La cabecera tiene una decoración notable por su abundancia y su policromía, obtenida por el uso de basalto.
El coro, el deambulatorio y las capillas radiales, todos cubiertos de azulejos, tienen una cornisa en gran medida desbordante decorada con un friso en damero y sostenida por  modillones  con capiteles. Bajo la cornisa del coro se despliega un mosaico polícromo de triángulos y rosetones realizados en basalto. Bajo estos mosaicos, las ventanas del coro alternan con camarines rectangulares que albergan cada uno tres columnillas.
Las capillas radiantes y la capilla axial están decoradas con signos del zodiaco, símbolos, en la época, del orden y de la complejidad del universo y de mosaicos hechos de patrones geométricos de basalto.
Los arcos de las ventanas del deambulatorio y de las capillas radiantes están bordeados con un cordón de billettes, mientras que el arco de la ventana de la capilla axial está decorado con cuñas policromas y coronado por una decoración de baguettes.
Cada una de las capillas radiales está adosada a un piñón, coronado por un frontón triangular, bordeado por un cordón de billettes y coronado con una cruz de piedra que sirve como antefija.
Se encuentran adornos similares en el masizo barlongo, los brazos del transepto, el campanario y las fachadas de la nave: claves policromadas, cordones de billettes, frisos de damero, mosaicos de basalto, decoración de baguettes...

### Fachadas laterales
La estructura de los muros laterales de la nave es del todo similar a la que se puede observar en la basílica de Notre-Dame-du-Port, en Clermont-Ferrand  y en la iglesia de Saint-Nectaire: las ventanas de las fachadas laterales de la nave, bordeadas por un cordón de billettes, se encuentran bajo grandes arcos de rigidez coronados por tripletes de vanos ciegos.

### Interior

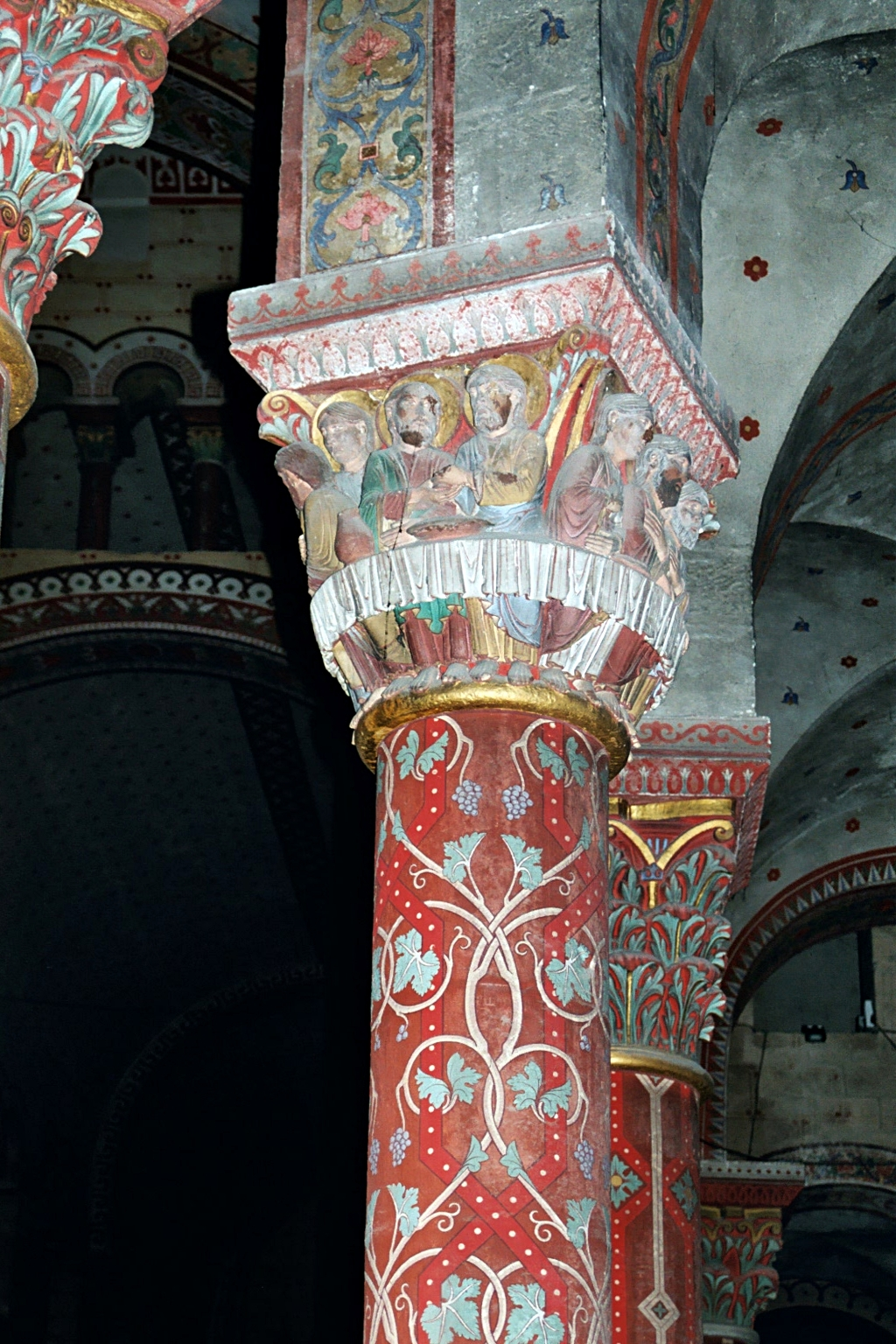
Le chapiteau de la dernière Cène

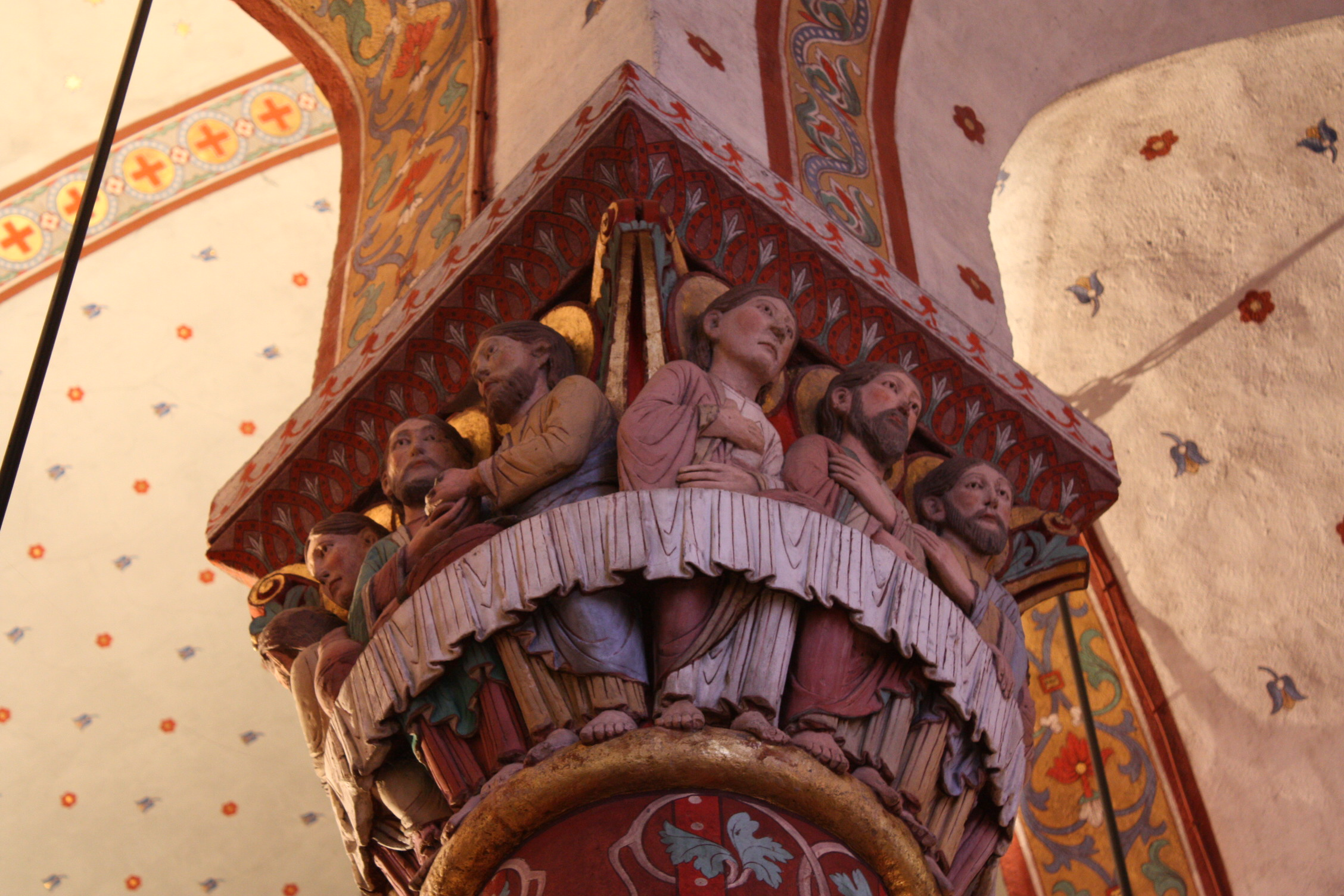
Capitel que representa la Última Cena

El interior sorprende al visitante con su policromía del siglo XIII, recuperada por los trabajos de restauración llevados a cabo entre 1857 y 1859. Estas pinturas son de espíritu románico y fueron realizadas utilizando la técnica del fresco (a fresco), que es bastante rara en Francia, donde la técnica "a secco" era la más común, y que podría sugerir "«orígenes meridionales, incluso italianos de los ejecutantes de esta decoración». Entre otras escenas destaca la de Eva huyendo del Jardín del Eden.
El coro está rodeada por ocho columnas rematadas con capiteles que sostienen arcos peraltados coronados por una segunda serie de huecos.
El capitel más famoso es el de la Última Cena (segundo por la izquierda), reconocible por el manto que rodea la cesta del capitel.